# Echarri/Etxarri
Echarri/Etxarri (spanisch Echarri; baskisch Etxarri) ist ein Ort und eine Gemeinde (municipio) mit 78 Einwohnern (Stand: 2024) in der autonomen Gemeinschaft Navarra im Norden von Spanien. 

## Lage und Klima
Echarri/Etxarri liegt in ca. 405 m Höhe und ist ca. 16 Kilometer (Fahrtstrecke) in westsüdwestlicher Richtung von der Regionalhauptstadt Pamplona entfernt. Der Arga begrenzt die Gemeinde im Osten. 

## Bevölkerungsentwicklung
| Jahr      | 1970 | 1981 | 1991 | 2001 | 2011 | 2021 |
| Einwohner | 41   | 37   | 70   | 56   | 67   | 78   |

## Sehenswürdigkeiten
- Stephanuskirche